# Shigemaru Takenokoshi
Shigemaru Takenokoshi (Usuki, Districte de Kitaamabe, Prefectura d'Ōita, Imperi Japonès, 15 de febrer de 1906 - Bunkyō, Tòquio, 6 d'octubre de 1980), és un exfutbolista i exentrenador japonès.

## Biografia
El 1976 va rebre la medalla de l'Orde del Tresor Sagrat.

## Selecció japonesa
Shigemaru Takenokoshi va entrar el 1925 a la Universitat Imperial de Tòquio, on va practicar el futbol i va arribar disputar 5 partits amb la selecció japonesa. El 1929 va graduar-se i va passar a formar part de l'Associació Japonesa de Futbol. Des de 1933 va exercir com a professor d'educació física a la Universitat Imperial de Tòquio. Posteriorment, va dirigir la selecció japonesa en quatre etapes, incloent-hi els Jocs Olímpics d'Estiu de 1956.